# Peggy Holmes
Peggy Holmes é uma coreógrafa, dançarina, roteirista e diretora de cinema estadunidense. Sua estreia na direção foi em A Pequena Sereia: A História de Ariel (2008), embora ela já tivesse dirigido um segmento do filme Aconteceu de Novo no Natal do Mickey (2004). Mais tarde, ela dirigiu Tinker Bell - O Segredo das Fadas (2012) e The Pirate Fairy (2014) da franquia de filmes de Tinker Bell. Ela usa suas habilidades de coreografia para dar vida aos personagens; animado de outra forma. Seus créditos coreográficos incluem: The Country Bears, As Damas de Hollywood, Adoro Problemas, Abracadabra, Extra! Extra!, e Susie e os Baker Boys. A coreografia de Peggy também foi usada em programas de televisão, especificamente; para o episódio piloto de Fame L.A. Ela apareceu no programa de TV Hocus Pocus 25th Anniversary Halloween Bash. Em 14 de janeiro de 2020, Peggy Holmes foi contratada para dirigir o filme de animação Luck.

## Filmografia

### Filmes
| Ano  | Título                                         | Diretora | Roteirista | Coreógrafa | Outro | Função          | Notas                                        |
| ---- | ---------------------------------------------- | -------- | ---------- | ---------- | ----- | --------------- | -------------------------------------------- |
| 1984 | Gimme an 'F'                                   | Não      | Não        | Assistente | Sim   | Pato # 1        |                                              |
| 1988 | Totally Minnie                                 | Não      | Não        | Não        | Sim   | Dançarino       | Filme para televisão                         |
| 1988 | The In Crowd                                   | Não      | Não        | Assistente | Sim   | Dançarino Chave |                                              |
| 1988 | Ladykillers                                    | Não      | Não        | Assistente | Não   |                 | Filme para televisão                         |
| 1989 | Little Nemo: Adventures in Slumberland         | Não      | Não        | Não        | Sim   |                 | Dançarina                                    |
| 1989 | Susie e os Baker Boys                          | Não      | Não        | Sim        | Não   |                 | Coreógrafa: "Makin 'Whoopee"                 |
| 1992 | Quanto Mais Idiota Melhor                      | Não      | Não        | Sim        | Não   |                 | Coreógrafa: "Fox Lady"                       |
| 1992 | Extra! Extra!                                  | Não      | Não        | Sim        | Não   |                 |                                              |
| 1992 | O Homem da Califórnia                          | Não      | Não        | Sim        | Não   |                 |                                              |
| 1993 | Abracadabra                                    | Não      | Não        | Sim        | Sim   | Dançarina       |                                              |
| 1993 | Gypsy                                          | Não      | Não        | Não        | Sim   |                 | Consultor de Movimento; Filme para televisão |
| 1995 | Jury Duty                                      | Não      | Não        | Sim        | Não   |                 |                                              |
| 1995 | O Pai da Noiva 2                               | Não      | Não        | Sim        | Não   |                 |                                              |
| 1996 | A Very Brady Sequel                            | Não      | Não        | Sim        | Não   |                 |                                              |
| 1998 | Houdini                                        | Não      | Não        | Sim        | Não   |                 | Filme para televisão                         |
| 1999 | Nas Profundezas do Mar sem Fim                 | Não      | Não        | Sim        | Não   |                 |                                              |
| 2000 | Beautiful                                      | Não      | Não        | Sim        | Não   |                 |                                              |
| 2001 | As Damas de Hollywood                          | Não      | Não        | Sim        | Não   |                 | Filme para televisão                         |
| 2001 | Rock Star                                      | Não      | Não        | Sim        | Não   |                 |                                              |
| 2003 | Mogli - O Menino Lobo 2                        | Não      | Não        | Sim        | Não   |                 | Coreógrafa: "Jungle Rhythm", "WILD"          |
| 2004 | O Rei Leão 3: Hakuna Matata                    | Não      | Não        | Adicional  | Não   |                 | Filme de DVD                                 |
| 2004 | Mickey, Donald e Pateta - Os Três Mosqueteiros | Não      | Não        | Sim        | Não   |                 | Filme de DVD                                 |
| 2004 | Aconteceu de Novo no Natal do Mickey           | Sim      | Sim        | Não        | Não   |                 | Segmento: "Belezas no Gelo"; Filme de DVD    |
| 2005 | Kronk's New Groove                             | Não      | Não        | Sim        | Não   |                 | Filme de DVD                                 |
| 2008 | A Pequena Sereia: A História de Ariel          | Sim      | Não        | Não        | Sim   |                 | Material Adicional de Roteiro; Filme de DVD  |
| 2012 | Tinker Bell - O Segredo das Fadas              | Sim      | Roteiro    | Não        | Não   |                 |                                              |
| 2014 | The Pirate Fairy                               | Sim      | História   | Não        | Sim   |                 | Diálogo Adicional                            |
| 2022 | Luck                                           | Sim      | Não        | Não        | Não   |                 |                                              |

### Séries de televisão e especiais
| Ano       | Título           | Coreógrafa | Seqüências de dança | Atriz | Função    | Notas                          |
| --------- | ---------------- | ---------- | ------------------- | ----- | --------- | ------------------------------ |
| 1985      | Knots Landing    | Não        | Não                 | Sim   | Motorista | Episódio: "Um pedaço da torta" |
| 1990      | Hull High        | Assistente | Não                 | Não   |           |                                |
| 1994      | Something Wilder | Não        | Sim                 | Não   |           | Episódio: "Gotta Dance"        |
| 1997-1998 | Fame L.A.        | Sim        | Não                 | Não   |           |                                |

### Coletânea de clipes
| Ano  | Título                     | Diretora  |
| ---- | -------------------------- | --------- |
| 1993 | Dangerous: The Short Films | Associada |